# Haapsalu Raudtee
Haapsalu Raudtee OÜ, HR - prywatny przewoźnik kolejowy i zarządca infrastruktury kolejowej w Estonii. Firma świadczyła usługi kolejowe w latach 1998–2004. 
Haapsalu Raudtee pełniła zarząd nad jednotorową, niezelektryfikowaną, lokalną linią kolejową Riisipere–Haapsalu o długości 53 kilometrów, z której utrzymywania w 1995 roku zrezygnowała spółka Eesti Raudtee. 
W latach 1998–2004 firma prowadziła przewozy pasażerskie i towarowe. Z uwagi na pogarszający się stan infrastruktury użytkowanej linii oraz brak wsparcia ze strony państwa dla projektu rewitalizacji torów kolejowych przedsiębiorstwo zawiesiło działalność w 2004 roku.